# جوسيف بلوك
جوسيف بلوك (بالألمانية: Josef Block)‏ هو رسام ألماني، ولد في 27 نوفمبر 1863 في Bierutów ‏ في بولندا، وتوفي في 20 ديسمبر 1943 في برلين في ألمانيا.